# خانه‌ای با راه پله تاریک
خانه‌ای با راه پله تاریک (ایتالیایی: La casa con la scala nel buio) فیلمی جالو به کارگردانی لامبرتو باوا است که در سال ۱۹۸۳ منتشر شد.

## گزیدهٔ بازیگران
- آندرئا اوکیپینتی
- میکله سواوی
- والریا کاوالی
- جووانی فرتسا
- لامبرتو باوا (حضور تک‌جلوه)[۲]